# Gądno
Gądno is een plaats in het Poolse district  Gryfiński, woiwodschap West-Pommeren. De plaats maakt deel uit van de gemeente Moryń en telt 80 inwoners.